# 황사영 백서
황사영 백서(黃嗣永帛書)는 조선에서, 1801년(순조 1년) 신유박해 때 천주교 신자(信者) 황사영이 중국 로마 가톨릭교회 북경 교구의 주교에게 혹독한 박해를 받는 조선교회의 전말보고와 그 대책을 흰 비단에 적은 밀서(密書)이다. 신유박해에 대한 연구에 귀중한 사료로 취급되고 있다.

## 개설

### 신유박해
조선후기 진보적인 남인의 소장파들이 유학의 한계를 보완할 방책으로써 서양학문과 천주학에 심취하였다. 조선의 천주교는 매우 특이한 길을 걸었는데, 1784년 이승훈이 북경에서 세례를 받고 귀국한후 만든 신앙모임을 통해 선교사 없이 자생적으로 신앙을 싹띄우고 성장했다는 점이다. 이런 조선의 교회는 명례방사건(1785년), 반회사건(1787년), 신해박해(1791년), 을묘박해(1795년)를 거치며 탄압의 강도가 점차 증가했음에도 불구하고 그 교세는 끓임없이 성장했다. 1790년(정조 14) 16세의 나이에 진사시에 합격하여 주변을 놀라게 했던 황사영은 다음해 정약용의 맏형 정약현의 사위가 되면서 천주학을 접하게 되었다. 1791년에 세례를 받고 입교한후 주문모 신부의 측근이 되어 선교활동을 적극적으로 도왔다. 신유박해 무렵에는 교계의 핵심 지도자중에 한 사람에 속했다.
정조가 급사하자 노론벽파가 정순왕후의 섭정을 통해 조정을 장악한후 사학철폐라는 명분하에 남인 숙청을 감행하며 1801년 1월에 신유박해를 일으켰다. 오가작통법을 적용하고 역모죄로 다스리라는 엄명이 전국에 내려졌다. 노론 벽파의 목적은 남인 세력을 박멸시켜 재기불가능하게 만드는데 있었다. 정약용이 체포되어 국문을 받던중에 황사영을 고변하자 체포령이 떨어졌다. 서울을 탈출한 황사영은 충북 제천군 봉양면 배론(舟論)이라는, 토기를 만드는 천주교 신자들의 마을에 가서 옹기굴로 가장한 토굴속에 숨어 지냈다. 한편 정순왕후는 황사영을 반드시 체포하라는 특별명령을 여러차례 내렸고 국외탈출에 대비하여 국경수비를 강화시켰다. 조정의 독촉이 심해지자 함경도에서 가짜 황사영을 체포하여 서울로 압송되는 일도 있었다.

### 백서 작성
황사영은 토굴속에 숨어지내며 김한빈과 황심(黃心)을 통해 정세를 파악하던 중 교회의 머리인 주문모, 정약종, 이승훈, 최창현, 강완숙, 최필공, 이존창, 유황검 형제 등 다수가 처형당했다는 비보를 접한다. 또한 서울을 비롯한 전국에 걸쳐 학살이 이루어졌고, 박해를 피해 천주교도들이 깊은 산중으로 도피한후 비참하게 생활하고 있다는 소식을 접하게 되었다. 황사영은 이런 탄압의 전말을 북경 주교에게 알리고, 주문모 신부가 중국인이라는 사실을 부각시켜 청나라 조정의 도움을 이끌어낸다면 박해를 종식 시킬 수도 있다고 판단했다. 그래서 그는 《황사영 백서》라 불리는 그 유명한 편지를 작성하기 시작했다.
흰색 비단(명주천)에 쓰여졌기 때문에 ‘백서(帛書)’라고 하는데, 그 크기는 가로 62cm, 세로 40cm이며, 아주 가는 붓으로 쓴 깨알같은 글자의 수는 한 줄에 110자씩 122행에 걸쳐 13,311자로 방대한 내용을 기록하였다. 검은 먹이 아닌 백반으로 썼기 때문에 물을 묻혀야 글자를 읽을 수 있다. 내용의 핵심은 탄압받고 있는 조선 천주교의 상황과 군대를 동원한 무력침공을 통해서라도 신앙의 자유를 찾아달라는 것이었다. 백서를 대략 다섯부분으로 나누어보면 첫째, 인사말(1-5행), 둘째, 신유박해의 진행과정(6-32행), 셋째, 순교자 열전(32-90행), 넷째, 교회 재건과 신앙 자유를 얻기 위한 5가지 방안(90-118행), 다섯째, 관면요청과 맺음말(119-122행)로 되어 있다.
지은 날짜는 〈천주 강생 후 1801년 달두 첨례 후 1일〉(음력 9월 22일)이라고 적혀 있다. 발송인은 황심(黃心)의 이름이 쓰여 있지만 실제 작성자는 황사영이다. 황심(黃心)의 이름을 적은 이유는 황심(黃心)이 이미 1798년과 1799년 동지사에 마부가 되어 북경에 가서 주문모 신부의 서한을 구베아 주교에게 직접 전달했던 경험이 있어 북경교회에 알려져 있는 인물이었기에 밀서의 신뢰성을 높이기 위한 조치였다. 백서는 황심(黃沁)과 옥천희(玉千禧)로 하여금 음력 10월에 떠나는 동지사 일행에 끼어서 중국 천주교회에 전달할 계획이었다.

### 내용 요약
백서의 내용은 대략 3개 대목으로 나눌 수 있다.
1. 조선 천주교 교세와 주문모 신부의 활동과 박해때의 순교자 약전
2. 중국인 천주교 사제인 주문모 신부의 자수와 처형
3. 정계의 실정과 이후 포교하는 데 필요한 근본 건의책

이때 근본 건의책은 4개 항목으로 나뉜다.
1. 조선은 경제적으로 전혀 힘이 없으니 서양 제국의 동정을 얻어 성교(聖敎, 천주교)를 받들어 나가고, 백성들의 구제에 필요한 자본을 얻고자 한다.
2. 청나라 황제의 동의를 얻어 서양인 천주교 신부를 보낼 것.
3. 청나라 종녀 1인을 공주로 삼아 조선 왕과 결혼케 함으로써 국왕을 부마로 만들면 다음 왕은 청국황제의 외손이 되므로 자연히 청국에 충성을 바치게 될 것. 또는 조선을 청나라의 한 성(省)으로 편입시켜 감독하게 할 것.
4. 조선은 2백년 이래 평화가 계속되어 백성은 전쟁을 모르니 조선에 배 수백 척과 강한 병사 5~6만 명으로 대포, 군물들을 싣고 와서 선교의 승인을 강력하게 요구할 것과 서양 전교대를 조직하여 와서 선교사의 포교를 쉽도록 할 것 등이다.[13]

### 체포와 순교
백서가 중국에 전달되지 못한채 황심(黃心)이 1801년 9월 15일에 제천 배론에서 체포되었고 9월 26일에 황사영도 체포되어 서울로 압송되었다. 8개월 여만에 황사영이 체포되었다는 소식이 전해지자 조정이 환호했다 한다. 체포된 황사영의 옷 속에서 둘둘 말린 백서가 발견되자 노론벽파는 다시 환호성을 질렀고 그 내용을 읽고는 경악했다. 사교에 빠져 나라를 외국에 넘기려 했기 때문이다.
국청이 열리고 혹독한 심문을 받은 황사영은 11월 5일에 대역죄로 서소문 밖에서 온몸이 찢기는 능지처참을 당했다. 그의 모친 이윤혜는 거제도로, 그의 부인 정명련(정약용의 조카)는 제주도 대정현으로 노비로 끌려갔다. 두살배기 아들 황경한은 영광군 추자도로 귀양갔고, 숙부 황석필은 함경도 경흥으로 귀양갔다. 심지어 집안의 머슴과 종들도 피해를 입어 종 육손은 갑산, 돌이는 삼수, 여종 판례는 위원, 복덕은 흥양으로 귀양 갔다. 여종 고음연은 단성으로 귀양갔다가 이듬해 죽었다. 여종의 남편 박삼취는 거창으로 유배되었다. 또한 황사영이 극형을 당한 다음날 그의 집을 헐어 버리고 웅덩이를 파서 물이 고이게 했다.

## 사건의 영향

### 정약용과 정약전
사헌부 홍낙안과 사간원 신구조가 《황사영 백서》 제작 배후에 정약전, 정약용, 이치훈등이 있다며 이들을 다시 체포해 심문하라고 주청했다. 이에 따라 정약용과 정약전은 각각 유배지인 장기와 신지도에서 체포되어 서울로 압송당했다. 황서영은 정약용 형제의 조카사위였기 때문에 사태는 심각했다. 노론 벽파의 홍낙안등은 "천 사람을 죽여도 정약용 하나를 죽이지 못하면 아무도 죽이지 못한 것과 같다고"하며 이번 기회에 정약용을 죽이려했다. 그러나 관련증거가 나오지 않았고 노론 벽파내 의견이 갈리면서 극형은 면하게 되었다. 정약용은 강진, 정약전은 흑산도로 다시 유배를 떠났다.

### 거세진 탄압
천주교를 사학이라고 규정한 조정의 방침은 《황사영 백서》로 인해 그 증거를 통해 힘을 얻게 되었고 천주교는 매국의 종교라는 낙인이 찍혔다. '백서'의 내용이 알려지자 재야 유생들은 조정에 천주교를 성토하는 글을 보냈고, 경상도와 전라도에서는 서원 중심으로 천주교 배척운동이 세차게 일어났다. 천주교를 배척하는 사회적인 분위기가 형성되면서 천주교에 대한 박해는 더욱 거세어졌다. 신유박해로 남인 시파는 전멸하여 재기불능의 상태에 이르렀고 이는 개혁을 향해 나아가던 조선의 역사를 퇴보시켰다. 또한 반천주교적인 분위기에 편승하여 천주교와 서양학문을 모두 배척함으로 서양에 대해 알지 못하게 됨에 따라 조선의 자주적 근대화는 좌절되었고 그로 인해 식민지화의 원인이 되었다.

### 토사교문(討邪敎文)
1801년 12월 22일(음)에 대왕대비 정순왕후는 토사교문(討邪敎文)이 반포하였다. 위정척사(衛正斥邪) 라는 유교적 이념에 근거하여 천주교를 사학(邪學)으로 규정하고 신유박해의 상황 및 결과와 아울러 다시는 천주교를 믿는 무리가 없도록 하라는 취지가 담겨져 있었다. 그리고 청나라에 가는 사신의 수를 200명 이내로 줄이고, 40일 이상 머물지 못하게 하는등 서학이나 서양문물을 접촉할 수 없도록 엄격한 쇄국정책을 쓰기 시작했다. 또한 사교를 믿는자는 엄벌에 처하겠다는 언급을 했으나 이는 역률로 다스리겠다는 예전의 지시를 뒤엎는 것이었다. 정순왕후는 토사교문을 발표한 뒤 더 이상 천주교도를 잡아들이지 못하게 했다.

### 동지사 파견
1801년 10월(음)에 파견된 동지사에게 천주교 탄압의 정당성을 설명하는 진주사(陳奏使)의 임무도 부여했다. 이때 파견된 진주사 조윤대 일행은 토사교문과 함께 <황사영 백서>의 내용을 16행 923자로 축소하여 청국에 전달했다. 이 축소본을 흔히 <가백서>(假帛書)라 하는데, 여기에는 조선 조정에 불리한 내용은 삭제했으며, 서양 선박과 군대 파견을 요청한 사실을 적어 박해의 정당성을 주장하였다. <황사영 백서>가 발각된 이후 중국인 주문모 신부의 처형 사실이 중국에 알려질 가능성이 높다고 조정에서는 판단하였다. 이에 조선정부는 진주사를 통하여 신유박해 전반에 관한 청국의 이해를 촉구하고, 주문모가 중국 사람임을 모른채 처형했다고 거짓 해명을 했으며, 더 이상의 천주교 탄압은 없다고 밝혔다.

### 백서에 대한 평가
《황사영 백서》는 신앙의 자유와 인권 수호라는 목적의 정당성과 외세를 동원하려 한 수단의 결함 때문에 평가가 엇갈린다. 흉서, 매국의 계책, 외세 의존의 반국가적 행위, 몽상, 매국적 편지와 같은 비난과 함께 조선교회 구출의 원대한 계획, 인권존중 옹호의 텍스트, 인권선언서와 같은 찬탄이 존재하고 있다.
《황사영 백서》에는 당시의 상식으로는 용인될 수 없는 극단의 문구까지 사용하였으며, 뮈텔 주교도 불역본(佛譯本) 서문에서 “음모의 대부분이 공상적이며 위험천만한 것이며, 조선 정부가 필자에게 엄벌을 가했다는 점도 이해할 수 있다.”라고 논하였다. 외세를 끌어들이려 했다는 점에서 <황사영 백서>는 민족 감정에서 나오는 공격의 대상이 되어 왔지만, 한편 교회의 평등주의라는 원칙과 당시 조선사회에 미친 혁명적인 영향을 간과해서는 안된다는 입장이 일부 사가(史家)들의 주장이기도 하다.
재야 역사학자 이이화는 자신의 저서 《한국사 이야기》를 통해서 "27세의 청년이 우리 역사를 제대로 알지 못하고 너무나 자기 신앙에 골몰한 나머니 과장을 섞어 자기 비하를 시킨 지나친 호소였다. 이러한 몽상이 황사영 개인의 소견에서 그친것이 아니라 일부 천주교도의 의식을 반영한 것인 만큼 문제의 심각성은 한층 더 심했다."라고 비판했다.
《조선 교회사》를 저술한 샤를르 달레는 황사영이 제시한 대안에 대해 “지나친 상상에서 나온 유치한 계획이며, 저 시대에 있어서의 한 몽상(夢想)이었음이 분명하다.” 라고 평가했는데, 급박한 박해의 상황 때문에, 조선왕조가 존재하는 한 신앙자유의 획득이나, 자신을 포함한 신도들의 생명유지가 불가능할 것으로 황사영은 생각했던것 같다. 하지만 오늘날 많은 사람들은 황사영의 ‘대안제시’를 반민족적 행위로 규탄하고 있다. 신앙의 자유라는 좋은 목적을 달성하기 위해 무력 사용과 국가생존권의 부정이라는 좋지 못한 방법을 사용하고자 했기 때문에 그의 ‘대안제시’는 비판 받는 것이 당연하다.

### 발견과 보관
오늘날 전하는 백서는 원본과 사본의 2종이 있으며, 이것은 신유박해 후 근 백 년 동안 의금부 창고 속에 보관되어 오다가 1894년 갑오경장 옛 문서들을 파기할 때 그 원본이 우연히 발견되어 당시 조선교구장이던 뮈텔 주교의 손으로 넘어갔다. 1925년 7월 5일(음) 로마에서 조선 천주교회의 순교 복자 79명의 시복식이 거행될 때에 교황 비오 11세에게 전달되었고, 현재 교황청 민속박물관에 소장되어 있다.
한편 백서의 사본은 발각 당시부터 작성되기 시작해서 《벽위편》, 《신유사학죄인 사영 등 추안》을 비롯한 몇몇 자료에 재수록되어 있다. 한편 뮈텔 주교는 백서의 원본을 로마로 발송하기 이전 이를 실물 크기대로 동판에 담아 인쇄하여 학계에 배포하였다. 또한 한국 교회사연구소에서는 1966년 이를 활판본으로 간행하였다. 《황사영 백서》의 번역본은 1925년 뮈텔의 프랑스어 번역본, 1946년 야마구치 마사유끼의 일본어 번역본, 1976년 정음사에서 간행한 윤재영의 한글번역본 등이 있다.

### 유적지
충청북도 제천시 봉양읍에 있는 배론 성지에는 황사영이 은거했던 토굴이 복원되어 있으며, 그 안에 백서의 실물 크기 복사본이 전시되어 있다. 황사영은 능지처참형을 받은 후 경기도 양주군 장흥면 부곡리에 있는 가마골 홍복산 자락 아래 매장되었다. 이곳에서 1980년에 황씨 집안의 후손이 사료 검토 작업과 사계의 고증을 거쳐 홍복산 선영에서 황사영의 것으로 추정되는 무덤을 발견하였는데, 이를 발굴한 결과 석제 십자가 및 비단 띠가 들어 있는 항아리가 나오면서 무덤의 주인공이 황사영이라는 것을 확인할 수 있게 되었다.

## 백서내용
감히 바라옵건대 교황께 자세히 아뢰시어 이 죄인들을 구원할 수 있는 일을 모두 쓰셔서 세계 각국에 알려 주님의 박애정신을 본받은 성교회가 그 공동체 의식을 드러내어 죄인들을 간절한 희망이 채워질 수 있도록 도와 주옵소서. 이 나라(조선)의 병력은 본래 미약하고 모든 나라 가운데 맨 끝인데다가 태평세월이 二百년을 계속해 왔으므로 백성들은 군대가 무엇인지 모릅니다.
게다가 위에는 뛰어난 임금이 없고 아래로는 어진 신하가 없어 불행한 사태가 일어나기만 한다면 흙더미처럼 무너지고 기와장처럼 흩어질 것이나 그대로 보고 있을 수밖에 없습니다....... 만일 할 수 있다면 군함 수백척과 정예군 五六만명을 얻어 대포와 무서운 무기를 많이 싣고 겸하여 말도 잘하고 사리에도 밝은 중국선비 三,四명을 데리고 해안에 이르러 국왕에게 서한을 보내되 우리는 서양의 전교하는 배요 여자와 재물을 탐내어 온 것이 아니고 교황의 명령을 받고 이 지역에 생령을 구원하러 온 것이니 귀국에서 한 사람의 정교사를 용납하여 기꺼이 받아 들이신다면 우리는 이상 더 많은 것을 요구할 것도 없고 저대로 대포 한방이나 화살하나 쏘지 않고 티끌하나 풀 한 포기 건드리지 않을 뿐 아니라 영원한 우호 조약을 체결하고는 북치고 춤추며 떠나 갈 것입니다.
그러나 만약 천주의 사신을 받아들이지 않으시면 반듯이 천주의 벌을 집행하고 죽어도 발길을 돌리지 않으리니 왕께선 한사람을 받아들여 나라에 벌을 면하게 하시려는지 아니면 나라를 잃더라도 그 한사람을 받아들이지 아니 하실는지 그 어느 하나를 택하시기 바랍니다... 그뿐 아니라 서양 여러나라가 참된 천주를 흠승하므로 오래 태평하고 길게 통치하는 결과를 동양 각국에 미치게 하리니 서양선교사를 용납하여 맞아 드리는 것은 매우 유익하며 결코 해 받는 것이 없음을 거듭 타이르면 반드시 온나라가 놀라고 두려워 감히 붸지 아니하지 못할 것입니다.
군함에 척수와 군대의 인원수가 앞에서 말씀드린 바와 같은 숫자면 대단히 좋겠지만 힘이 모자란다면 배 수십척에 군인 五六천명이라도 족할 것 입니다. 수년 전에 서양상선 한척이 이 나라에 동네에 표류하여 왔을 적에 한 교우가 배에 올라 자세히 보고 돌아와서 말하기를 그 배 한척이면 우리나라 전함 백척은 족히 대적할 것이라고 했습니다....... 서양으로 말하면 성교의 본 고장으로 二천년 이래 모든 나라에 성교가 전파되어 귀화되지 않은 곳이 없는데 이 탄알 만한 이 나라만이 순종치 않을 뿐 아니라 도리어 완강히 대항하여 성교를 잔인하게 박해하고 성직자를 학살하였습니다.
이런 것은 동양에서 二百년 동안 없었던 일이니 군사를 일으켜 그 죄를 문책하는 것이 어찌 옳지 않겠습니까. 예수님의 거룩한 가르침에 의거하면 선교를 용납하지 않는 자는 그 죄가 소돔과 고모라보다 더 중하다 했으니 이 나라를 전멸한다 해도 성교의 표양에 해로울 것이 없을 진대 지금의 이 방법은 오직 명성과 기세를 크게 벌려 전교를 용납하게 하는 것에 지나지 않는 것입니다.

## 같이 보기
- 황사영
- 신유사옥

## 참고 자료
- 이 문서에는 다음커뮤니케이션(현 카카오)에서 GFDL 또는 CC-SA 라이선스로 배포한 글로벌 세계대백과사전의 "〈천주교의 전파와 교세 확대〉" 항목을 기초로 작성된 글이 포함되어 있습니다.